# Onżadowo
Onżadowo (biał. Анжадава, ros. Онжадово, lit. Anžadavas) – wieś w rejonie oszmiańskim obwodu grodzieńskiego Białorusi, w krejwancewskim sielsowiecie. Leży na krańcu drogi H6327, przy samej granicy z Litwą.

## Historia
Dawniej miasteczko. W II Rzeczypospolitej w gminie Turgiele w powiecie wileńsko-trockim w województwie wileńskim. Po wojnie w ZSRR.